# Condado de Union (Flórida)
O condado de Union (em inglês:  Union County) é um dos 67 condados do estado americano da Flórida. A sede e cidade mais populosa do condado é Lake Butler. Foi fundado em 20 de maio de 1921.

## Geografia
De acordo com o United States Census Bureau, o condado possui uma área de 647 km², dos quais 631 km² estão cobertos por terra e 16 km² por água. Localiza-se na região centro-norte do estado.

## Demografia
Segundo o censo nacional de 2010, o condado possui uma população de 15 535 habitantes e uma densidade populacional de 25 hab/km². Possui 4 508 residências, que resulta em uma densidade de 7 residências/km².
Das três localidades incorporadas no condado, Lake Butler é a mais populosa e a mais densamente povoada, com 1 897 habitantes e densidade populacional de 323 hab/km². Worthington Springs é a menos populosa, com 181 habitantes. De 2000 para 2010, a população de Raiford cresceu 36% e a de Worthington Springs reduziu em 6%. Apenas uma localidade possui população superior a mil habitantes.